# Bedrettin Demirel Caddesi

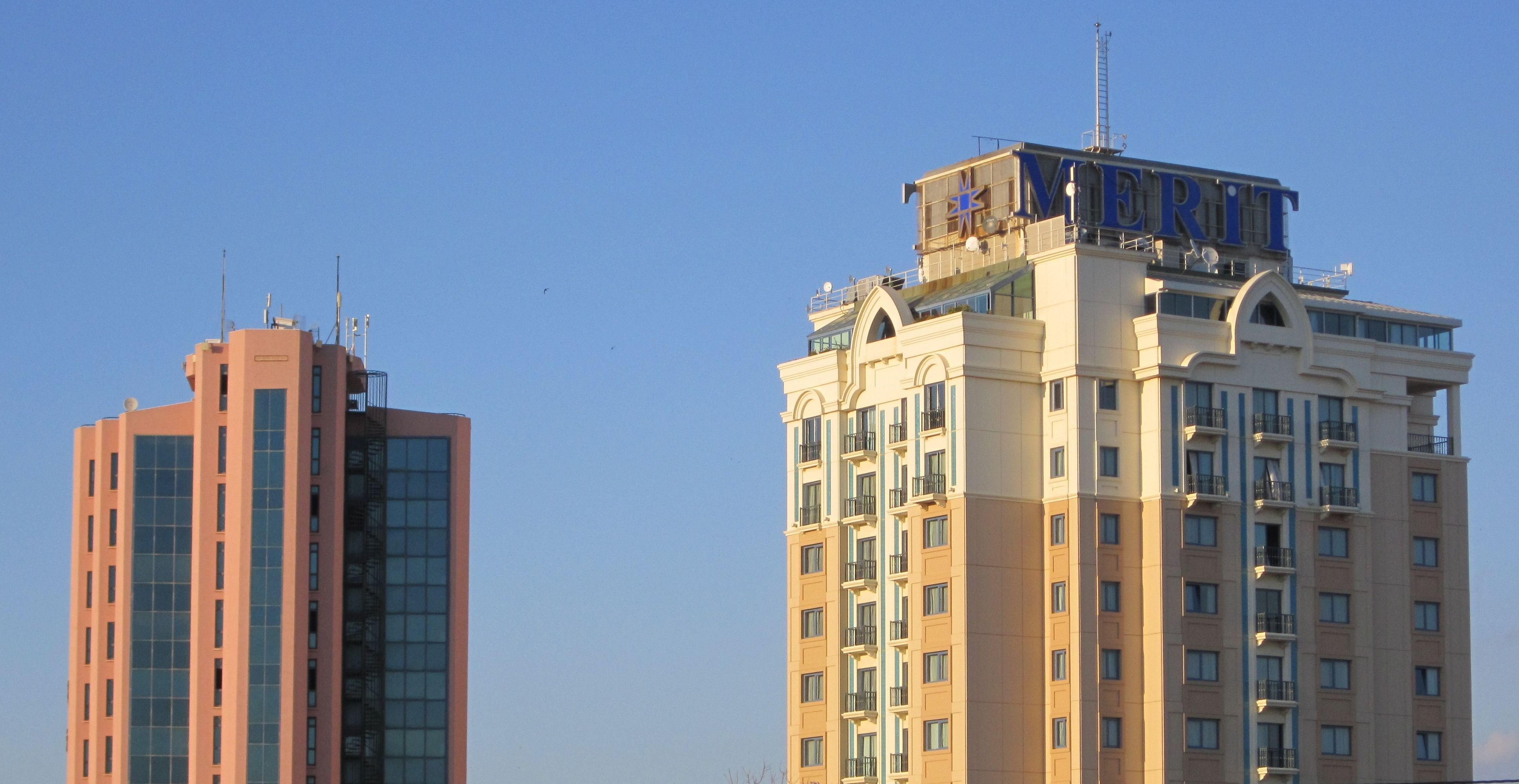
Hochhäuser auf der Bedrettin Demirel Caddesi. Links, die Zentrale der Yüksel Ahmet Raşit Group. Rechts, das Merit Hotel, das höchste Gebäude in Nord-Nikosia.

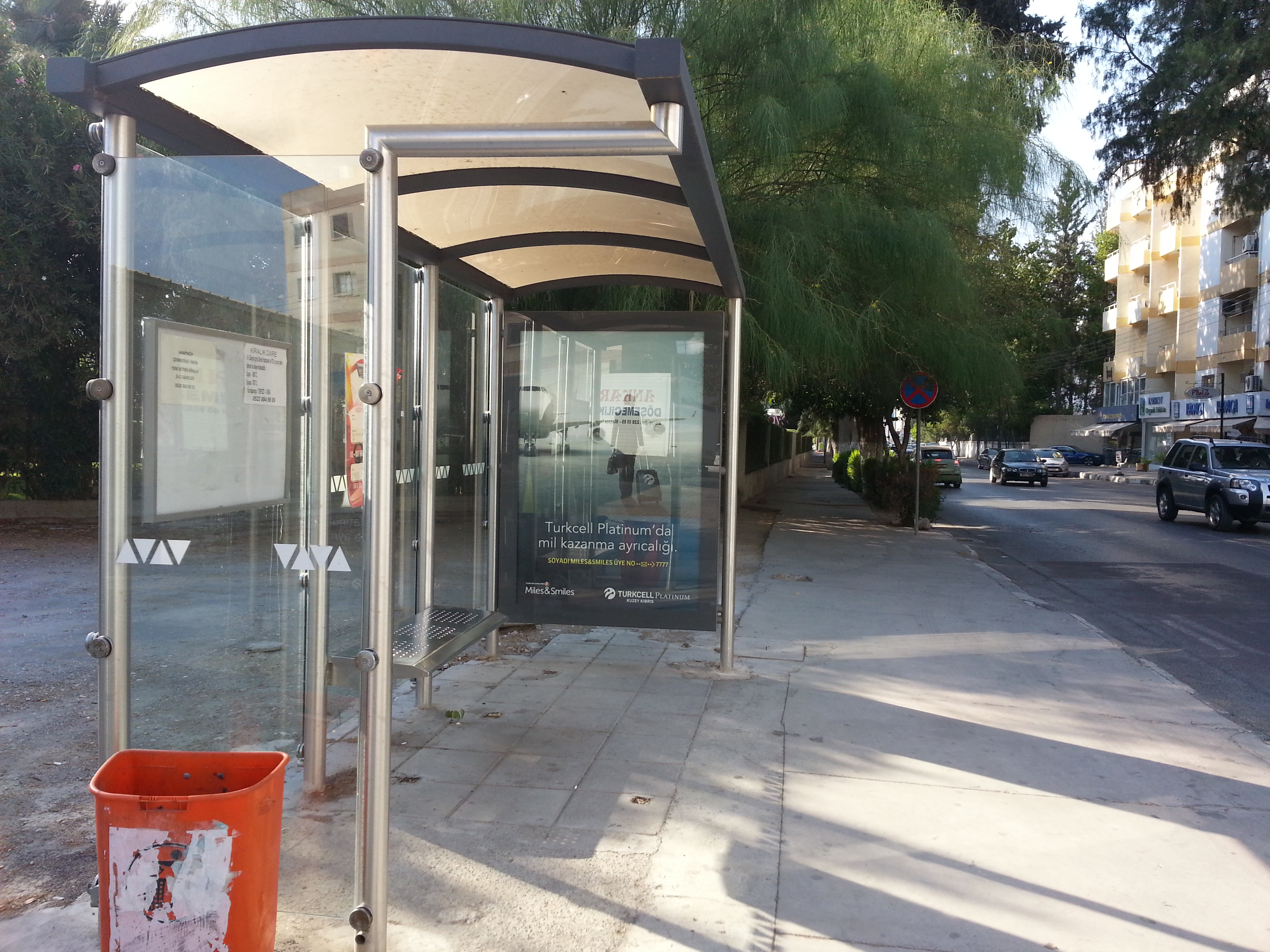
Bushaltestelle auf der Straße

Bedrettin Demirel Caddesi (deutsch Bedrettin-Demirel-Allee) ist eine Straße in Nord-Nikosia. Es ist eine der Geschäftsstraßen im nördlichen Teil der Stadt.

## Geschichte und Namensgebung
Während der britischen Kolonialzeit war die Straße auch als Hilarion Avenue bekannt. Die Avenue wurde mit den Jahren erweitert und es wurden Hochhäuser (hoch in den lokalen Standarten) gebaut. Der Sitz der Yüksel Ahmet Raşit Group, auf der Allee gelegen, war das höchste Gebäude in Nord-Nikosia, bis sie vom Merit Hotel neben ihm in den späten 2010er Jahren übertroffen wurde. Den Namen erhielt die Straße als Erinnerung an Brigadegeneral Bedrettin Demirel, der als Offizier an der Operation Atilla beteiligt war.

## Einrichtungen
Auf der Straße befinden sich die Versammlung der Republik, das Gesundheitsministerium der Türkischen Republik Nordzypern, die Türkische Botschaft Nord-Nikosia, die Zentrale der Türkischen Elektrizitätsbehörde auf Zypern, die Zentrale der Türkischen Handelskammer auf Zypern und einige Unternehmen. Die Straße schneidet sich mit der Dereboyu Caddesi und der Selçuklu Caddesi, an der Kreuzung des Gebäudes des Ministerpräsidentenamts.